# Supermax (serie de televisión)
Supermax es una serie de televisión creada y dirigida por Daniel Burman y coproducido por Mediaset España, Central Globo de Produção, Televisión Azteca, Teledoce, y Televisión Pública Argentina. La serie sigue la historia de ocho personajes que purgan a sus culpables por actos criminales que han cometido en el pasado en una serie grabada en una prisión de alta seguridad abandonada, donde años antes hubo una gran masacre. Está protagonizada por Santiago Segura, Cecilia Roth y Rubén Cortada.

## Estrenos
| País                 | Cadena                   | Estreno                  |
| -------------------- | ------------------------ | ------------------------ |
| Bandera de Argentina | TV Pública Argentina     | 4 de abril de 2017       |
| Bandera de España    | HBO España               | 15 de septiembre de 2017 |
| Bandera de México    | TV Azteca                | 5 de octubre de 2017     |
| Bandera de Uruguay   | Teledoce                 | 9 de abril de 2019       |
| Bandera de España    | Cuatro (Mediaset España) | 16 de julio de 2019      |

## Sinopsis
La serie gira en torno a una prisión de máxima seguridad que fue el foco de un derramamiento de sangre en la década de 1990, lo que provocó su cierre. Veinte años después, un productor decide alquilar el espacio para producir un reality show extremo donde ocho personas excéntricas que se encuentran en una encrucijada en sus vidas ordinarias son elegidas para jugar y encontrar una salida.

## Reparto
- Santiago Segura como Orlando Saslavsky
- Cecilia Roth como Pamela Dalmasso
- Rubén Cortada como Mercurio Salgado
- Alejandro Camacho como El Ingeniero
- Antonio Birabent como Sandro Tifón
- Lucas Ferraro como Martín
- Juan Pablo Geretto como Muriel Santa Lucía
- Nicolás Oro como Augusto
- Felipe Hintze como Damián
- Alexia Moyano cuomo Anette Gijón
- Laura Neiva como Días Soleados
- Laura Novoa como Lorna
- Guillermo Pfening como Rex Pardo
- César Troncoso como Cholo Bernaza
- Nicolás Goldschmidt como Augusto